# Річі Мусаба
Річі Мусаба (нід. Richie Musaba, нар. 6 грудня 2000, Бенінген) — нідерландський футболіст конголезького походження, півзахисник естонського клубу «Левадія».

## Ігрова кар'єра
Народився 6 грудня 2000 року в місті Бенінген. Вихованець юнацьких команд футбольних клубів «Неймеген» та «Вітесс». У дорослому футболі дебютував 2017 року виступами за резервну команду «Йонг Вітесс», в якій провів два сезони, взявши участь у 28 матчах у третьому дивізіоні Нідерландів. 2 травня 2019 року Мусаба зіграв свій єдиний матч за основний склад «Вітесса» в грі Ередивізі проти «Де Графсхапа» (6:1), вийшовши на заміну на 82-й хвилині замість Навароне Фора, а на 88-й хвилині забив свій перший гол.
4 вересня 2020 року перейшов у «Фортуну» (Сіттард), але відразу ж був відданий в оренду у «Дордрехт», де протягом сезону зіграв 36 матчів і забив 6 голів, проте клуб фінішував на останньому місці Еерстедивізі. Влітку 2021 повернувся до «Фортуни» і в ході наступного сезону провів 7 матчів у Ередивізі, у трьох з них виходив у стартовому складі. Восени 2022 грав на правах оренди за клуб першого дивізіону «Осс», де тільки 4 рази виходив на заміну і в січні 2023 року повернувся назад у «Фортуну», але більше за неї не грав. Влітку 2023 року залишив «Фортуну» у статусі вільного агента, коли клуб скористався опцією одностороннього розриву контракту.
На початку 2024 року перейшов до естонського клубу «Левадія». Дебютував у чемпіонаті Естонії 2 березня 2024 року у матчі проти «Транса» і в цій же грі забив свій перший гол. З «Левадією» у 2024 році став чемпіоном і володарем Кубка Естонії, а наступного року здобув і Суперкубок країни, забивши один з голів у ворота «Нимме Калью» (3:2). Станом на 30 квітня 2025 року відіграв за талліннський клуб 44 матчі в національному чемпіонаті.

## Статистика виступів

### Статистика клубних виступів
| Сезон             | Команда             | Чемпіонат         | Чемпіонат | Чемпіонат | Національний кубок | Національний кубок | Національний кубок | Континентальні кубки | Континентальні кубки | Континентальні кубки | Інші змагання | Інші змагання | Інші змагання | Усього | Усього | Усього |
| Сезон             | Команда             | Ліга              | Ігор      | Голів     | Ліга               | Ігор               | Голів              | Ліга                 | Ігор                 | Голів                | Ліга          | Ігор          | Голів         | Ігор   | Голів  |        |
| ----------------- | ------------------- | ----------------- | --------- | --------- | ------------------ | ------------------ | ------------------ | -------------------- | -------------------- | -------------------- | ------------- | ------------- | ------------- | ------ | ------ | ------ |
| 2016–17           | «Йонг Вітесс»       | ТД (ІІІ)          | 1         | 0         |                    | -                  | -                  |                      | -                    | -                    |               | -             | -             | 1      | 0      |        |
| 2018–19           | «Йонг Вітесс»       | ТД (ІІІ)          | 27        | 7         |                    | -                  | -                  |                      | -                    | -                    |               | -             | -             | 27     | 7      |        |
| 2018–19           | «Вітесс»            | ЕД                | 1         | 1         | КН                 | 0                  | 0                  |                      | -                    | -                    |               | -             | -             | 1      | 1      |        |
| 2020–21           | «Дордрехт»          | ЕЕД (ІІ)          | 36        | 6         | КН                 | 1                  | 0                  |                      | -                    | -                    |               | -             | -             | 37     | 6      |        |
| 2021–22           | «Фортуна» (Сіттард) | ЕД                | 4         | 0         | КН                 | 0                  | 0                  |                      | -                    | -                    |               | -             | -             | 4      | 0      |        |
| Усього за кар'єру | Усього за кар'єру   | Усього за кар'єру | 69        | 14        |                    | 1                  | 0                  |                      | -                    | -                    |               | -             | -             | 70     | 14     |        |

## Титули і досягнення
- Чемпіон Естонії (1):

«Левадія»: 2024
- Володар Кубка Естонії (1):

«Левадія»: 2023/24
- Володар Суперкубка Естонії (1):

«Левадія»: 2025

## Особисте життя
Його брат-близнюк Ентоні Мусаба також є професійним футболістом.